# Александър Дюма-син
Александър Дюма-син (на френски: Alexandre Dumas, fils) е френски писател. Той е едно от трите незаконнородени деца на писателя Александър Дюма-баща, по времето когато той е женен за Ида Ферие. Синът е най-известното от трите деца, навярно заради това, че е кръстен с името на баща си. Друга прилика между двамата е, че синът поема по стъпките на баща си като също става известен писател и драматург.
Поради еднаквостта на имената, обществото нарича двамата писатели „баща“ и „син“, за да бъдат разграничавани и произведенията им.

## Биография
Александър Дюма-син е роден на 27 юли 1824 г. и в Акта за раждане записват майка и баща – неизвестни. Родителите го признават чак след 7 години, през 1831 г. Майка му, шивачката Катрин Лор Лабе, е съседка на Александър Дюма-баща. Авторът на „Тримата мускетари“ дава име на сина ѝ, но на нея го отказва. След съдебна битка малкият Александър е поверен на баща си. Темата за разпадане на семейството става основна в творчеството на сина. Психиката му отрано е белязана от отчаянието, което той трудно успява да превъзмогне. В детството му го прехвърлят от пансион на пансион, заради бурния живот на баща му. Въпреки прочутото име, което получава, синът е подложен на насмешки и тормоз от страна на връстниците си, които го обиждат като „копеле“. През целия си живот е бил сърдит на баща си, че е изоставил майка му, за да тича след многобройните си любовници.
В зряла възраст Александър Дюма-син става изразител на различни социални каузи. В пиесите „Незаконният син“ и „Блудният баща“ той критикува остро обществото заради неговото презрение към изоставените жени и извънбрачните деца. Занимават го и темите за семейните драми, изневярата, проституцията и развода. Заради тези му позиции в онези времена го определят като скандален автор.
През 1872 г. негов текст, защитаващ еманципацията на жените е забранен за печат. Александър Дюма-син е близък с друга, определяна и тя като скандална личност – Жорж Санд. Той дори я нарича „моята скъпа майка“.
Добрият стил е в кръвта му, наследена от великия му родител. На 17 години Александър пише първите си стихове. Започва да придружава баща си в театралните му турнета. През 1845 – 1846 г. двамата живеят във вила „Медичи“ в Сен Жермен ен Ле. Тогава излиза и първият му роман „Приключенията на четири жени и един папагал“.
Успехът идва и при сина с публикуването на най-известната му творба „Дамата с камелиите“ през 1848 г. Четири години по-късно романът се превръща в пиеса. След една година славата нараства още, когато Джузепе Верди и Франческо Мария Пиаве правят „Травиата“. Фабулата е почерпена от историята на Мари Дюплеси, любовница на Александър Дюма-син през 1844 и 1845 г. Истинското ѝ име е Роз Алфонсин Плеси. Израснала в голяма мизерия и от малка работела като перачка, на 16 години тя се превръща в една от най-известните куртизанки на Париж. Знае да чете и да пише, свири на пиано, умее да разговаря по всякакви теми. В дома си създава салон, който бива посещаван от известни писатели и политици. В очите на ухажорите си тя е дискретна и интелигентна. След като се разделя с Дюма-син, тя става любовница на Ференц Лист. През 1846 г. в Лондон тя се омъжва за граф Едуар дьо Перего. Баща му обаче се обявява против този брак и тя се завръща във Франция. След тридневна агония, през 1847 г. тя умира, едва на 23 години. Няколко месеца по-късно Дюма-син пише поема в нейна чест и я нарича „Греховете на младостта“.
19 години след появата на „Дамата с камелиите“ писателят я описва така: „Тя беше висока, много слаба, с черни коси и розово-бяло лице. Имаше малка глава, големи издължени очи като на японка, но много живи, устните ѝ бяха червени като череши, а зъбите ѝ – най-хубавите на света. През 1844 г., когато я видях за първи път, красотата ѝ разцъфтяваше в целия си разкош. Тя умря от болест на гърдите, когато бе едва на 23 години“.
В романа Маргьорит Готие е куртизанка с голямо сърце, която напуска живота, защото не успява да овладее последиците от страстта си.
„Умря бедна в огромен апартамент, преследвана от кредиторите си. Имаше осанка по рождение, обличаше се с вкус, ходеше грациозно, почти с благородство. Понякога я вземаха за дама от висшето общество“, продължава описанието на Мари Дюплеси.
Приживе Александър Дюма-син има много почитатели, но и доста сурови критици. „Не харесвам таланта на Александър Дюма-син. Той е измислен писател с посредствен стил, чието творчество е изпълнено с най-странни теории“, пише за него Емил Зола. Освен „Дамата с камелиите“ Александър Дюма-син написва още десетина романа и куп театрални пиеси.
Около 1850 г. двамата Дюма престават да живеят заедно. Синът се жени през 1864 г. за Надежда фон Кноринг, вдовица на Княз Александър Наришкин. От нея има дъщеря. Двамата живеят заедно години преди това, но не могат да сключат брак преди смъртта на московския дворянин. След смъртта на Надежда, Александър се жени повторно за Хенриет Рение дьо ла Бриер, с която нямат потомство. Само няколко месеца след сватбата писателят издъхва.
Дюма-син е обявен за член на Френската академия през 1874 г. и така заема мястото си сред безсмъртните. Юго, който не е стъпвал в Академията от 23 години, се връща, за да гласува за него. През 1884 г. Александър наследява от Адолф дьо Льовен, който е съавтор на баща му, имение в Париж, където умира на 27 ноември 1895 г. Погребват го на хълма Монмартр на 100 метра от гроба на Мари Дюплеси.

## Любопитно
Негова потомка се жени за българин и живее в България.
Валери Дюма, внучка на Александър Дюма-син, се влюбва в българин от Монпелие, омъжва се за него и идва да живее в град Дупница. Двамата с Андрей Даскалов се запознават във Франция, където младежът учи медицина. Валери кара курсове за медицинска сестра. Идват в България през първото десетилетие на ХХ век, а като военен лекар, Андрей Даскалов взима участие във всички войни от началото на века. Семейството има 7 деца.

## Творби

### Романи
- Aventures de quatre femmes et d’un perroquet (1847)
- Césarine (1848)
- Дамата с камелиите (La Dame aux camélias) (1848)
- Le Docteur Servan (1849)
- Antonine (1849)
- Le Roman d’une femme (1849)
- Les Quatre Restaurations. Серия от исторически романи в La Gazette de France, озаглавени съответно Tristan le Roux, Henri de Navarre, Les Deux Frondes (1849 – 1851)
- Tristan le Roux (1850)
- Trois Hommes forts (1850)
- Histoire de la loterie du lingot d'or (1851)
- Diane de Lys (1851)
- Le Régent Mustel (1852)
- Contes et Nouvelles (1853)
- La Dame aux perles (1854)
- L'Affaire Clemenceau, Mémoire de l'accusé (1866), с илюстрации на Albert Besnard
- L'Homme-femme (1872)

### Либрето за опера
- Травиата на Верди (на основата на Дамата с камелиите)

### Пиеси
- Atala (1848)
- Дамата с камелиите (1848)
- Diane de Lys (1853)
- Le Bijou de la reine (1855)
- Le Demi-monde (1855)
- La Question d'argent (1857)
- Le Fils naturel (The Illegitimate Son, 1858)
- Un Père prodigue (1859)
- Un Mariage dans un chapeau (1859) coll. Vivier
- L'Ami des femmes (1864)
- Le Supplice d'une femme (1865) coll. Emile de Girardin
- Héloïse Paranquet (1866) coll. Durentin
- Les Idées de Madame Aubray (1867)
- Le Filleul de Pompignac (1869) coll. Francois
- Une Visite de noces (1871)
- La Princesse Georges (1871)
- La Femme de Claude (1873)
- Monsieur Alphonse (1873)
- L'Étrangère (1876)
- Les Danicheff (1876) coll. de Corvin
- La Comtesse Romani (1876) coll. Gustave Fould
- La Princesse de Bagdad (1881)
- Denise (1885)
- Francillon (1887)
- La Route de Thèbes (незавършена)